# Northern Songs
Northern Songs was een muziekuitgeverij die verantwoordelijk was voor het publiceren van de composities van de Britse rockband The Beatles. De uitgeverij werd in 1963 opgericht door The Beatles, hun manager Brian Epstein en muziekproducent Dick James. In 1985 werd het bedrijf opgekocht door Michael Jackson, die het in 1995 op liet gaan in zijn eigen Sony Music Publishing.

## Geschiedenis
In de jaren 60 was Northern Songs voor 51% in handen van Brian Epstein via zijn bedrijf NEMS, tot zijn overlijden in 1967. Zijn familie besloot, samen met Dick James, om het bedrijf in 1969 te verkopen aan de Britse televisiezender ATV, waar het bekend stond onder de naam ATV Music. The Beatles hadden geen invloed op deze beslissing.
In 1985 werd Northern Songs via ATV Music verkocht aan Michael Jackson, destijds een goede vriend van Beatle Paul McCartney. In 1995 voegde hij ATV Music samen met de uitgeverij van zijn platenmaatschappij Sony Music Entertainment en ging het verder onder de naam Sony Music Publishing. Hij bleef voor 50% eigenaar van dit bedrijf. In 2016, zeven jaar na het overlijden van Jackson, verkocht zijn familie zijn aandelen in het bedrijf aan Sony. In 2017 wist McCartney de rechten van het grootste deel van het oeuvre van The Beatles terug te krijgen.